# Право на вибір
«Право на вибір» — радянський двосерійний телефільм-спектакль 1984 року режисера Василя Давидчука за п'єсою Юрія Маслова.

## Сюжет
Інженер Шахов, що кілька років працював на Крайній Півночі, призначається головним інженером автокомбінату. Він перебудовує роботу підприємства — знаходить нових ініціативних бригадирів, нещадно бореться з ледарями і п'яницями, ліквідуючи безгосподарність і нехлюйство, при цьому конфліктуючи з директором. Працівники автокомбінату поступово починають вірити в його здатність організувати виробництво. Коли, розгледівши його організаторські якості, йому пропонують високу управлінську посаду, він повинен зробити вибір — і замість високого поста він просить призначити його директором автокомбінату, вважаючи, що повинен сам вести колектив, який повірив йому.

## У ролях
- Аристарх Ліванов —  Шахов
- Ірина Алфьорова —  Таня
- Альгіс Арлаускас —  Гусятников, автослюсар
- Валентина Карева —  Ольга
- Леонід Марков —  Вавилов
- Микола Засухін —  Шеїн
- Геннадій Фролов —  Солодовников
- Юрій Мочалов —  Зеленцов
- Володимир Стеклов —  Сорокін
- Василь Давидчук —  Корзінщиков, кореспондент
- Микола Лебедєв —  Трохим Олександрович
- Ксенія Алфьорова —  Іра

## Знімальна група
- Режисер — Василь Давидчук
- Сценарист — Юрій Маслов
- Оператор — Володимир Полухін
- Композитор — Георгій Гаранян